# Долгий Деминец
До́лгий Де́минец (бел. До́ўгі Дзе́мінец) — озеро в Ушачском районе Витебской области Белоруссии. Относится к бассейну реки Крошенка (приток Ушачи). В настоящее время дистрофирует и превращается в болото.

## Описание
Озеро Долгий Деминец располагается в 4 км к юго-востоку от городского посёлка Ушачи. К северо-западу от озера находится деревня Ковалевщина.
Площадь зеркала составляет 0,13 км², длина — 1,3 км, наибольшая ширина — 0,16 км. Длина береговой линии — 2,97 км. Наибольшая глубина — 1,9 м, средняя — 1 м. Объём воды в озере — 0,13 млн м³. Площадь водосбора — 1,5 км².
Котловина лощинного типа, вытянутая с северо-запада на юго-восток. Склоны высотой до 7—8 м, пологие, песчаные, покрытые лесом. Береговая линия относительно ровная. Вдоль берегов формируются сплавины, ширина которых на севере и юге достигает 50 м. Дно плоское, покрытое слоем сапропеля, средняя мощность которого составляет 4,7 м.
Озеро дистрофирует. Вода отличается низкой минерализацией (75—85 мг/л) и прозрачностью (0,6 м). На севере вытекает ручей, впадающий в озеро Деминец. Водоём полностью зарос подводной растительностью, среди которой преобладают телорез и мхи.
Несмотря на заболачивание, в озере по-прежнему присутствует рыба: карась, линь, щука, окунь, плотва, краснопёрка. По берегам обитают бобры.